# Vilmos Tátrai

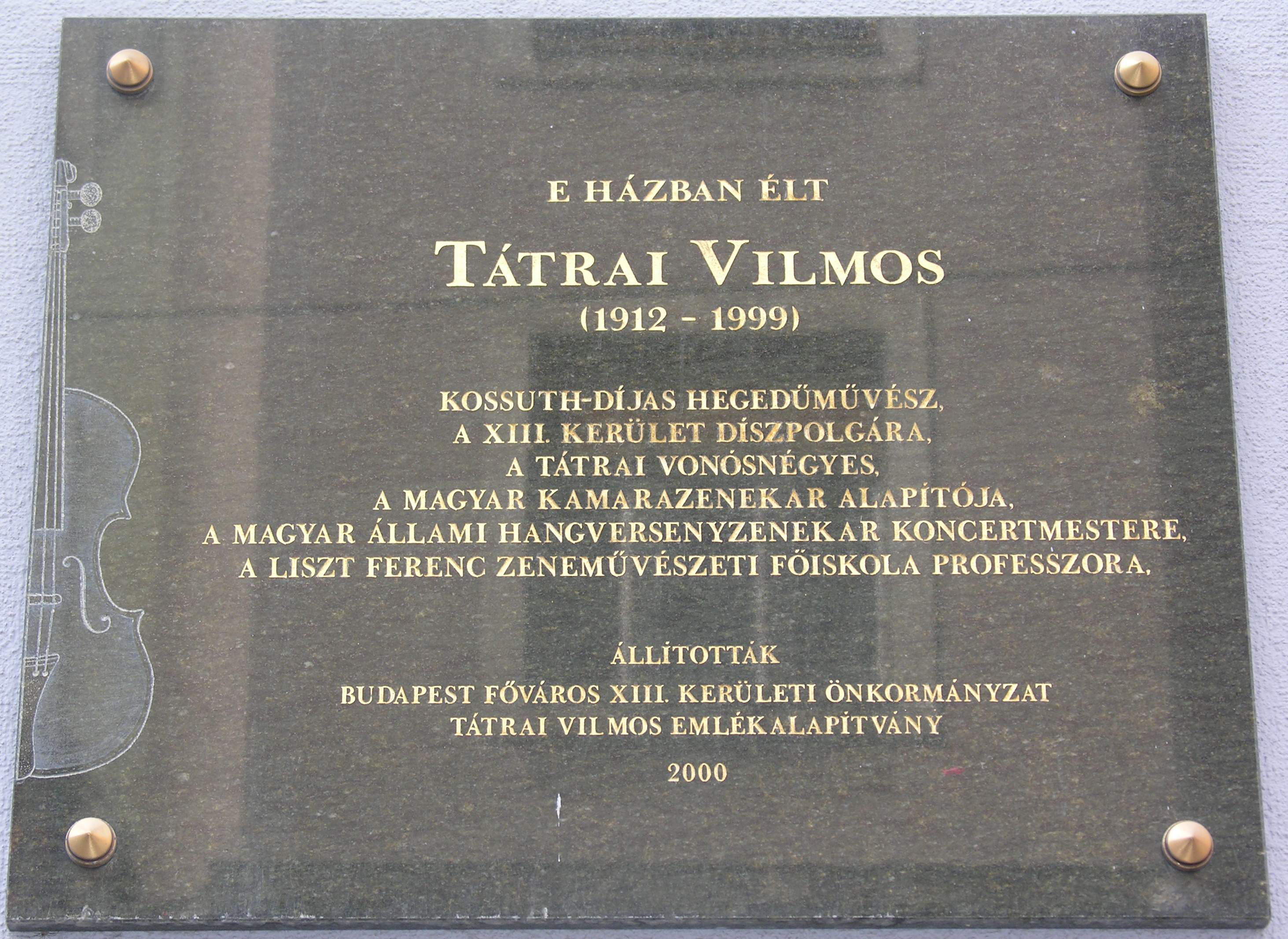
Gedenktafel an einem Haus in Budapest, in dem Tátrai gewohnt hat

Vilmos Tátrai (* 7. Oktober 1912 in Kispest; † 2. Februar 1999 in Budapest) war ein ungarischer Geiger, Dirigent und Musikpädagoge.

## Leben
Tátrai begann sein Geigenstudium an der Nemzeti Zenede, studierte dann bei Gusztáv Szerémi an der Franz-Liszt-Musikakademie  und anschließend zwei Jahre bei Imre Waldbauer und Dezső Rados. Von 1933 bis 1936 war er der Erste Geiger im Städtischen Sinfonieorchester Budapest, danach arbeitete er zwei Jahre im Rundfunkorchester von Buenos Aires. Von 1940 bis 1978 leitete er das Ungarische Staatliche Sinfonieorchester. 1946 gründete er das Tátrai Quartett, 1957 das Ungarische Kammerorchester. Von 1947 bis 1954 unterrichtete er Violine und Kammermusik am Béla-Bartók-Konservatorium. Ab 1965 war er Professor an der Franz-Liszt-Musikakademie.
Tátrai war an der Uraufführung von mehr als sechzig ungarischen Werken sowie mehrerer ausländischer Kompositionen beteiligt. Konzertreisen führten ihn in fast alle Länder Europas sowie nach Japan.